# Li Yan (pattinatrice)
Li Yan (李琰S, Lǐ YǎnP; Dalian, 18 settembre 1966) ex pattinatrice e allenatrice di pattinaggio cinese.
Ha partecipato alle Olimpiadi invernali di Calgary 1988 e di Albertville 1992. Ha allenato per la Slovacchia, per un breve periodo il Club USSV a Vienna e negli Stati Uniti. Dopo le Olimpiadi invernali del 2006, è tornata in Cina ed è diventata l'allenatrice della squadra nazionale di pattinaggio di velocità. Alle Olimpiadi invernali del 2010 e del 2014 la sua Nazionale ha vinto 6 medaglie d'oro, 3 d'argento e 1 di bronzo.

## Carriera da atleta
È nata nella città di Dalian, nella provincia di Liaoning, e quando aveva due anni si trasferì nella fattoria collettiva di Baoquanling a Heilongjiang, dove suo padre lavorava come ufficiale militare. Ha frequentato la scuola locale, che aveva una squadra di pattinaggio di velocità. Da quella squadra fu reclutata per frequentare una scuola di sport a Jiamusi nel 1979. Secondo il suo allenatore a Jiamusi, He Peicheng, Li Yan si allenò molto duramente e riuscì a sopportare temperature estremamente rigide: "Piangerebbe ma finirebbe tutti i suoi esercizi.". Nel 1982, è arrivata seconda a una competizione nazionale di pattinaggio di velocità giovanile.
Li Yan è entrata a far parte del team nazionale di pattinaggio di velocità della Cina nel 1987. Nel 1988, quando il pattinaggio di velocità su pista corta è apparso per la prima volta alle Olimpiadi invernali di Calgary come sport dimostrativo, ha gareggiato e vinto nei 1000 metri e ha terminato al terzo posto nei 500 e 1500 metri.
Nel 1992, dopo che lo sport del pattinaggio su ghiaccio in pista corta (Short Track) è diventato uno sport olimpico ufficiale alle Olimpiadi di Albertville, ha vinto la medaglia d'argento nella gara dei 500 metri, finendo 0,04 secondi dietro a Cathy Turner degli Stati Uniti. È stata la terza medaglia per la Cina ai Giochi olimpici invernali. Li Yan è stata anche un membro della squadra di staffetta delle donne cinesi che ha concluso all'ottavo posto.
Li Yan si ritirò dallo sport agonistico dopo 14 anni e frequentò l'Università di finanza ed economia di Dongbei a Dalian dove si laureò in finanza internazionale. Ha detto che ha scelto quella facoltà perché la natura internazionale della materia le assicurava che potesse studiare l'inglese, e la finanza era una facoltà universitaria importante all'epoca. Dopo la laurea, ha lavorato per l'ufficio delle imposte di Dalian per un anno e mezzo.

## Palmarès
- Giochi olimpici: 1
 Argento a Albertville 1992 (500 m)
- Giochi olimpici (dimostrativo): 3
 Oro a Calgary 1988 (1000 m)
 Bronzo a Calgary 1988 (500 m)
 Bronzo a Calgary 1988 (1500 m)
- Giochi asiatici: 1
 Bronzo a Sapporo 1990 (1500 m)